# Dualidade de Poincaré
Em matemática, o teorema da dualidade de Poincaré é um resultado básico na estrutura dos grupos de homologia e de cohomologia de variedades. Afirma que se M é uma variedade orientada compacta n-dimensional, então o k-ésimo grupo de cohomologia de M é isomorfo ao (n-k)-ésimo grupo de homologia de M, para todos os números inteiros k. Estabelece, além disso, que se utilizam-se a homologia e a cohomologia mod 2, então a pressuposição de orientabilidade pode ser omitida.